# Drosophila lebanonensis
Drosophila lebanonensis is een vliegensoort uit de familie van de fruitvliegen (Drosophilidae). De wetenschappelijke naam van de soort werd voor het eerst geldig gepubliceerd in 1949 door Marshall R. Wheeler.